# Roccaforte Ligure
Roccaforte Ligure é uma comuna italiana da região do Piemonte, província de Alexandria, com cerca de 167 habitantes. Estende-se por uma área de 20,73 km², tendo uma densidade populacional de 8 hab/km². Faz fronteira com Borghetto di Borbera, Cantalupo Ligure, Grondona, Isola del Cantone (GE), Mongiardino Ligure, Rocchetta Ligure.

## Demografia
| Variação demográfica do município entre 1861 e 2011                               |
|                                                                                   |
| Fonte: Istituto Nazionale di Statistica (ISTAT) - Elaboração gráfica da Wikipedia |